# Acarologia
Acarologia est une publication scientifique consacrée à l'acarologie. Elle est fondée en 1959 par Marc André (d) (1900-1966)  Muséum d'histoire naturelle de Paris et François Alfred Grandjean (d) (1882-1975) . Les directeurs successifs ont été Max Vachon puis Yves Coineau du Muséum national d'histoire naturelle de Paris puis de Michel Bertrand (université de Montpellier).  Depuis 2010 elle est dirigée par Serge Kreiter (d) de Montpellier SupAgro. Elle est sous licence ouverte CC-By et est éditée en anglais et en français.